# Marianne Timm
Henriette Marianne Timm (* 8. Februar 1913 in Hamburg; † 1. November 1993 ebenda) war eine deutsche evangelische Theologin und Religionspädagogin.

## Leben und Wirken
Timm war die Tochter eines Hamburger Studienrats. Sie studierte ab 1932 Evangelische Theologie an den Universitäten Marburg, Bonn und im Sommersemester 1935 an der Universität Rostock. Sie engagierte sich in der Deutschen Christlichen Studentinnen-Bewegung. 1937 und 1939 legte sie ihre theologischen Examina in der Evangelisch-Lutherischen Kirche im Hamburgischen Staate ab und arbeitete in der Studentenseelsorge der Universität Hamburg und als Helferin eines Pfarramts einer Kirchengemeinde. Als Reisesekretärin für die Evangelischen Studentengemeinden sammelte sie 1941 Geld für Juden, die in der Illegalität lebten, und organisierte inoffizielle Tagungen. Ab 1948 war sie in der Evangelischen Akademie der Evangelisch-Lutherischen Kirche im Hamburgischen Staate für Religionspädagogik zuständig. 1962 wurde sie als Mitarbeiterin des Katechetischen Amts der Evangelisch-Lutherischen Kirche im Hamburgischen Staate eingeführt. Sie schrieb zahlreiche Unterrichtsbücher und Sammlungen und bildete zudem Lehrer für das Fach Religion aus. 1953 wurde sie ordiniert.
Den Titel „Pastorin“ erhielt sie 1969 und wurde im Folgejahr als erste Pastorin in den Rat der hamburgischen Landeskirche gewählt, dem sie bis 1977 angehörte. Timm übernahm die Geschäftsführung des Ausschusses für „Bild und Film im Religionsunterricht der Evangelischen Kirche in Deutschland“ und erstellte mehrere Bildserien, die sich mit christlicher Kunst beschäftigten. Sie setzte sich für den christlich-jüdischen Dialog ein und organisierte in den 1950er Jahren Gruppenreisen für Lehrer durch Israel. Auch nach ihrem Ruhestand 1979 engagierte sie sich für ein Kinderheim in Israel sowie Christen in der ehemaligen DDR.